# زمین‌لرزه ۱۹۵۰ اندونزی
زمین‌لرزه اندونزی  در تاریخ ۱۹ ژوئن ۱۹۵۰ میلادی، برابر با ‎۲۹ خرداد ۱۳۲۹، ساعت ۱۲:۳۶:۵۸ به زمان یوتی‌سی در اندونزی رخ داد. بزرگی آن ۶٫۸ در مقیاس ریشتر اعلام شده‌است. زمین‌لرزه به وقت محلی در روز دوشنبه، ساعت ۱۹ روی داده و منطقه زمانی آن یوتی‌سی +۷ بوده‌است .
سازمان زمین‌شناسی آمریکا نیز جای این زمین‌لرزه را در مختصات ۶°۱۲′جنوبی ۱۱۲°۰۰′شرقی / ۶٫۲°جنوبی ۱۱۲°شرقی و بزرگی آنرا برابر با ۶٫۸ در مقیاس ریشتر اعلام کرده‌است. 
شمار کشتگان زلزله حدود ۱۶ نفر بوده‌است.تعداد زخمیان ۵۰ نفر برآورده شده‌است.